# サルマ・パラジュエロ
サルマ・セレステ・パラジュエロ・アインゴノ（スペイン語: Salma Celeste Paralluelo Ayingono、2003年11月13日 - ）は、スペイン・アラゴン州サラゴサ出身の女子サッカー選手。プリメーラ・ディビシオンのFCバルセロナ所属。スペイン代表。ポジションはフォワード。
史上初となるFIFA管轄の女子サッカー全大会（シニア、U-20、U-17）優勝経験者。

## 経歴

### クラブ
サッカー選手として国内シニアカテゴリーの試合に出場できる最低年齢である15歳になった時に、2部のサラゴサCFFでデビュー。 
2019-20シーズンの初めには同じカテゴリーのビジャレアルに移籍。2021年4月、同クラブの試合中に左膝の靱帯断裂したにも関わらず、わずか数か月間で完治。
2022年、UEFA欧州女子選手権に招集されたが怪我で辞退。直後にプリメーラ・ディビシオン最多優勝クラブのFCバルセロナ・フェメニへの移籍を発表し、同年のFIFA U-20女子ワールドカップでは決勝で得点を決める等史上初の優勝に貢献。同クラブでも自身初となるUEFA女子チャンピオンズリーグとプリメーラ・ディビシオン制覇を果たした。

### 代表
世代別代表では個人タイトルを取る程の絶対的な選手とは言えなかったが、UEFA U-17女子選手権2018、2018 FIFA U-17女子ワールドカップ、2022 FIFA U-20女子ワールドカップで優勝した経験を持つ。
2022年11月11日にアルゼンチン代表戦でフル代表デビューを果たし、先発出場からのハットトリックを達成。優勝した2023 FIFA女子ワールドカップでは準々決勝のオランダ戦で途中出場からスプリント力を活かして同代表史上初となる準決勝進出のゴールを決め、プレイヤー・オブ・ザ・マッチに選ばれた。準決勝のスウェーデン戦でも我慢比べの堅い試合展開の中で途中出場から先制点を決めて2度目のプレイヤー・オブ・ザ・マッチを獲得。

## 人物
- スペイン国籍の父と赤道ギニア国籍でファン人の母の間に生まれて、彼女には更に2人の兄弟、ホセ・ハイメとロレンソがおり、どちらもサッカー選手。
- 元陸上選手でヨーロッパユースオリンピックフェスティバルでは400mハードルとスウェーデンリレーで優勝した事もある程の驚異の身体能力を持つ[4]。

## タイトル

### クラブ
FCバルセロナ
- UEFA女子チャンピオンズリーグ: 1回 (2022-23)
- プリメーラ・ディビシオン: 1回 (2022-23)
- スーペルコパ・デ・エスパーニャ・フェミニーナ（英語版）: 2回 (2022-23、2023-24)

### スペイン代表
- FIFA 女子ワールドカップ: 1回 (2023)
- FIFA U-20女子ワールドカップ: 1回 (2022)
- FIFA U-17女子ワールドカップ: 1回 (2018)
- UEFA U-17女子選手権: 1回 (2018)

### 個人
- FIFA女子ワールドカップ・最優秀若手選手賞: 1回 (2023)